# ELA-3
ELA-3, que ve d'Ensemble de Lancement Ariane 3 (del francès per Zona de Llançament Ariane 3), és una plataforma de llançament i les instal·lacions associades al Centre Spatial Guyanais a la Guaiana Francesa. L'ELA-3 és operat per Arianespace com a part del sistema de llançament d'un sol ús per a coets Ariane 5. El coet ha realitzat 53 llançaments en la zona, el primer dels quals va tenir lloc el 4 de juny de 1996.
L'ELA-3 forma un espai de 21 quilòmetres quadrats.